# 海外にキャンパスを持つ日本の大学一覧
海外にキャンパスを持つ日本の大学一覧（かいがいにキャンパスをもつにほんのだいがくいちらん）

## アメリカ合衆国
- 昭和女子大学 - ボストンキャンパス
- 創価大学 - アメリカ創価大学
- 天理大学 - ニューヨークキャンパス
- 東海大学 - ハワイ東海インターナショナルカレッジ
- 豊田工業大学 (TTI) - 豊田工業大学シカゴキャンパス (TTI-C) ：シカゴ大学との共同研究、単位互換がスムーズに行える。
- 東京国際大学 - 東京国際大学アメリカ校：ウィラメット大学と施設共有。
- 武庫川女子大学 - アメリカ分校：アメリカ合衆国ワシントン州スポケーンにムコガワ・フォート・ライト・インスティチュートを設置。

## 欧州
- 同志社大学 - EUキャンパス：ドイツのテュービンゲン大学構内に設置。
- 帝京大学 - ダラムキャンパス

## アジア
- 筑波大学 - マレーシアキャンパス：マラヤ大学構内に設置。

## オセアニア
- 日本大学 - 日本大学ニューカッスルキャンパス